# Lyudmila Buldakova
Lyudmila Buldakova (Leningrado, 25 de maio de 1938 — Moscou, 8 de novembro de 2006) foi uma jogadora de voleibol da Rússia. Lyudmila Buldakova teve uma longa carreira na seleção soviética, de 1955 a 1972, servindo como capitã da equipe nos últimos anos. Naquela época, a União Soviética e o Japão eram os países dominantes no vôlei feminino, e Buldakova e o seu time conquistaram vários títulos. No campeonato mundial, ela ganhou o título em 1956, 1960 e 1970, e também terminou com a segunda posição em 1962 (a União Soviética boicotou a edição de 1967). As soviéticas ficaram com a medalha de prata, atrás do Japão, na estreia olímpica do esporte em 1964, vindo a ganhar o ouro em 1968 e 1972. Buldakova também tornou-se campeã européia em 1958, 1967 e 1971, posicionou-se na segunda colocação em 1955 e não participou da edição de 1963 (vencida pela equipe soviética). Em clubes, Buldakova primeiro jogou pelo Zalgiris Kaunas, antes de mudar-se para o Dynamo Moskva. Com ele, ela conquistou cinco títulos soviéticos e oito copas européias. Após a sua aposentadoria em 1975, ela continuou envolvida com o voleibol como treinadora de times de crianças.